# Christian Kouakou Yao
Christian Kouakou Yao (* 1. März 1991 in Abidjan) ist ein ivorischer ehemaliger Fußballspieler.

## Karriere
Christian Kouakou Yao erlernte das Fußballspielen in der Jugendmannschaft vom Toumodi FC in der Elfenbeinküste sowie dem RSC Anderlecht im belgischen Anderlecht. Seinen ersten Vertrag unterschrieb er Anfang 2010 bei Muangthong United. Der Verein aus Thailand, der in Pak Kret, einem nördlichen Vorort der Hauptstadt Bangkok, beheimatet ist, spielte in der höchsten Liga des Landes, der Thai Premier League. In seinem ersten Jahr wurde er mit Muangthong thailändischer Meister. Mitte 2012 zog es ihn nach Europa. Hier unterschrieb er einen Vertrag in Frankreich beim FC Tours. Mit dem Verein aus Tours, [tuːʀ] der Hauptstadt (préfecture) des französischen Départements Indre-et-Loire, spielte er in der zweiten Liga, der Ligue 2. Von 2013 bis 2015 wurde er auch zweimal in der zweiten Mannschaft eingesetzt. Die zweite Mannschaft spielte in der dritten Liga, der National (D3). 2016 wechselte er zum Ligakonkurrenten SM Caen nach Caen im Département Calvados. Auch hier wurde er achtmal in der zweiten Mannschaft eingesetzt. Nach Vertragsende war er von Ende September 2018 bis Ende Januar 2019 vertrags- und vereinslos. Der MFK Karviná, ein tschechischer Fußballverein aus der mährisch-schlesischen Stadt Karviná, nahm ihn Ende Januar 2019 unter Vertrag. Mit dem Verein spielte er einmal in der ersten Liga, der 1. česká fotbalová liga. Anfang Juli 2019 wechselte er nach Aserbaidschan. Hier verpflichtete ihn bis Jahresende der FK Qəbələ. Für den Klub aus Qəbələ stand er viermal in der ersten Liga, der Premyer Liqası, auf dem Spielfeld. Dann wechselten Phasen der Vertragslosigkeit mit Engagements in Bangladesch (beim Police FC, gleich zwei Mal) und in Nordzypern. Anfang 2024 fand er keinen Verein mehr.

## Erfolge
Muangthong United
- Thai Premier League: 2010
- Kor Royal Cup: 2010